# 카프 핵재처리장
카프 핵재처리장은 한국원자력연구원이 건설할 계획인 파이로프로세싱 시험시설이다. KAPF는 Korea Advanced Pyroprocess Facility의 약자다.

## 역사
과학기술정보통신부가 파이로프로세싱 기술개발을 추진하는 가운데 일각에선 실증시설의 후보지로 오는 2025년 완공될 경주 문무대왕 과학연구소가 거론되고 있다.
한국원자력연구원이 별도로 실증시설 부지공모 절차에 돌입하지 않는 한 대전 본원과 경주 문무대왕 과학연구소 둘 중에서 부지가 선정될 것이다.
2018년, 문재인 정부가 파이로프로세싱 연구 사업의 잠정 중단을 결정했다. 정치권과 시민단체가 안전성 우려를 주장했다. 20년간 8000억원에 가까운 정부 예산을 들여 개발 중이었다.
2021년, 문재인 정부가 연구 재개를 결정했다.
2021년 12월 27일, 김부겸 국무총리 주재로 제10회 원자력진흥위원회를 열어 ‘사용후핵연료 처리기술 연구개발 현황 및 향후방향’ 안건을 심의·의결하고 파이로프로세싱 기술 실증·실용화 이전 단계까지 기초·원천기술 확보를 위한 R&D를 지속 지원한다고 밝혔다.
한국원자력연구원은 미국 연구진과 2011년부터 2021년 말까지 4500억원을 들여 파이로프로세싱 연구를 수행했다. 국내에서는 원전에서 플루토늄이 없는 모의 핵연료로 실험했고, 미국에서는 실제 폐연료봉에서 핵연료를 추출하는 실험을 진행했다.

## 특징
파이로프로세싱은 1980년대 미국 아르곤연구소가 개발한 재처리 기술이다. 기존에 유기용매를 쓰는 습식 재처리 기술 대신 전기분해를 이용한 건식처리 기술을 개발했다.
파이로프로세싱은 건식 재처리 방법으로 사용후핵연료를 금속물질로 변환시킨 후 이를 고온으로 녹여 알루미늄이나 마그네슘의 정련 과정과 유사하게 우라늄과 플루토늄을 함께 추출해내는 방법이다. 플루토늄을 따로 분리할 수 있는 일반적인 핵연료 재처리 방법과는 달리 플루토늄을 별도로 분리할 수 없어 핵무기 사용을 방지할 수 있다는 점이 특징으로 꼽힌다.

## 한미원자력협정
한미원자력협정 부속서의 연구개발 또는 실증시설 목록에는 전체 파이로프로세싱 공정 중 앞단계인 '전처리-전해환원'의 실증시설만 이름을 올렸다. 이를 개정해서 연구개발 또는 실증시설 목록에 파이로프로세싱 전 과정에 해당하는 시설물을 추가해야만 한다.
파이로프로세싱은 건식 핵재처리 기술로서, 처리 과정은 다음과 같다.
- 물 대신 500~650℃의 용융염을 이용해 전처리(미리 준비하는 단계)
- 전해환원(전기분해로 인한 환원반응)
- 전해정련 및 제련(전기분해를 이용해 순도를 높임)
- 염폐기물 처리

1988년, 일본은 미일원자력협정을 개정하여, 핵연료 재처리를 허용하는 포괄적 사전 동의를 얻음에 따라 핵무기로 전용할 수 있는 플루토늄을 확보했다. 한국도 이와 비슷한 파이로프로세싱 전체 과정에 대한 미국의 동의를 받으려고 한다. 그래야 카프 핵재처리장을 건설할 수 있다.
한국은 1974년 개정된 한미원자력협정과 1975년 가입한 핵확산방지조약(NPT)에 따라 미국 동의 없이는 핵재처리를 할 수 없다.
한미 양국은 2015년 한미원자력협정을 개정했으나 재처리는 인정받지 못했고, 핵무기 전용이 불가능한 건식재처리방식(파이로프로세싱) 공동 연구와 20% 미만의 우라늄 농축만 할 수 있도록 허용받았다. 그나마 이 모든 과정도 미국 측 동의를 받아야 한다.

## 개발단계
- ACPF, 실험실 수준, 세계 최대 파이로프로세싱 시설 70평, 연간 2톤의 핵연료를 재처리, 2006년 준공
- PRIDE, 엔지니어링 수준, 연간 10톤의 핵연료를 재처리, 2013년 5월 준공
- KAPF, 종합시험시설, 연간 100톤의 핵연료를 재처리, 2025년 준공

최신 기술인 파이로프로세싱이 아닌 기존의 퓨렉스 핵재처리장은 미국 등 핵보유국들이 초대형으로 보유중이다. 전 세계 퓨렉스 재처리장 규모는 핵연료 재처리 참조.
참고로, 북한의 영변에 있는 방사화학실험실은 연간 70톤의 핵연료를 재처리한다.

## 같이 보기
- 프라이드 핵재처리장
- 영변 핵재처리장
- 롯카쇼 핵재처리장
- 핵연료 재처리